# Starhawk
Starhawk – trzecioosobowa gra akcji wyprodukowana przez LightBox Interactive, której światowa premiera odbyła się 8 maja 2012, a europejska trzy dni później. Gra została wydana tylko na konsolę PlayStation 3 przez Sony Computer Entertainment.

## Fabuła
W kampanii gracz wciela się w Emmetta Gravesa. Bohater jest byłym górnikiem, który narażony na działanie energii Rift został najemnikiem do wynajęcia. Pragnie on odszukać brata, który przewodzi wyrzutkom zmienionym w potwory. 

## Rozgrywka
Starhawka to gra akcji z elementami strategii czasu rzeczywistego. Gracz zbiera surowce z zabitych wrogów, beczek oraz bazy głównej, a następnie zamawia różnego rodzaju budynki (automatyczne wieżyczki, mury, bramy i budowla produkujące maszyny, pojazdy itp.), które są zrzucane z orbity. 
Gra wieloosobowa obsługuje do 32 graczy jednocześnie.

## Wersja polska
Wersja polska: Studio PRL

Realizacja dźwięku: Aleksander Cherczyński, Kamil Sołdacki

Reżyseria: Dariusz Błażejewski

Wystąpili:
- Jacek Król − Jones